# Беке, Виктор
Ви́ктор Бе́ке (венг. Beke Viktor) — венгерский кёрлингист на колясках.
В составе смешанной парной сборной Венгрии серебряный призёр чемпионата мира 2022. В составе сборной Венгрии участник нескольких турниров дивизиона Б чемпионата мира по кёрлингу на колясках (лучший результат — десятое место в 2021 и 2022).
В «классическом» кёрлинге (команда из четырёх человек одного пола) в основном играет на позиции третьего, скип команды.

## Достижения
- Чемпионат мира по кёрлингу на колясках среди смешанных пар: серебро (2022).

## Команды
| Сезон                                                                      | Четвёртый      | Третий      | Второй       | Первый     | Запасной                 | Турниры               |
| -------------------------------------------------------------------------- | -------------- | ----------- | ------------ | ---------- | ------------------------ | --------------------- |
| 2019—20                                                                    | Péter Barkóczi | Виктор Беке | Anikó Sasadi | Рита Шараи | тренер: Olivér Kerekes   | ЧМК-Б 2019 (15 место) |
| 2020—21                                                                    | Péter Barkóczi | Виктор Беке | Anikó Sasadi | Рита Шараи | тренер: Olivér Kerekes   | ЧМК-Б 2021 (10 место) |
| 2021—22                                                                    | Péter Barkóczi | Виктор Беке | Anikó Sasadi | Рита Шараи | тренер: Olivér Kerekes   | ЧМК-Б 2022 (10 место) |
| Кёрлинг на колясках среди смешанных пар (wheelchair mixed doubles curling) |                |             |              |            |                          |                       |
| 2021—22                                                                    | Рита Шараи     | Виктор Беке |              |            | тренер: Gergely Rozgonyi | ЧМКСП 2023            |

(скипы выделены полужирным шрифтом)